# Ernie Fletcher
Ernest Lee «Ernie» Fletcher (Mount Sterling, Kentucky, 12 de noviembre de 1952) es un médico y político estadounidense. En 1998, fue elegido tres veces a la Cámara de Representantes de Estados Unidos; renunció en 2003 tras ser elegido 60.º Gobernador de Kentucky, y sirvió en dicho puesto hasta 2007. Antes de su entrada en el mundo político, Fletcher era un médico de familia y un ministro Bautista.  Es miembro del Partido Republicano.
- Datos: Q881233
- Multimedia: Ernie Fletcher / Q881233